# 达山岛
达山岛(北纬35° 0'2" 东经119°54'12")，又名达念山岛，得名于其外形像古时候外出行人所背的褡裢，当地渔民又称其为女人山。
达山岛属于中國江蘇省连云港市連雲區前三岛乡，与山东日照有争议，距连云港约28海里，周围还有平山岛和车牛山岛及附近水域组成前三岛,总面积约5平方公里，陆域面积为0.32 平方公里。达山岛面积0.115平方公里。
前三岛是江苏省唯一海珍品养殖基地。三座岛屿风蚀海貌独特，周边礁群星罗棋布，旅游资源丰富，每年接待游客超过15万人次以上。达山岛是中国领海基点之一。 2006年中国人民解放军海军在达山岛竖立了领海基点石碑。
另外，山東省日照市嵐山區亦設有前三島鄉，並將該島劃入其管轄範圍。